# El Jefe
«El Jefe» («Босс») — песня колумбийской певицы Шакиры и американской группы Fuerza Regida, играющей в стиле Regional Mexican. Песня была выпущена 20 сентября 2023 года на лейбле Sony Music Latin в качестве пятого сингла с готовящегося к выпуску двенадцатого студийного альбома певицы.
Это первая песня Шакиры, которую она исполняет в региональном мексиканском жанре, и первая совместная работа этих артистов.
Это песня протеста, в которой критикуется социальное неравенство, а также затрагиваются такие проблемы, как миграция латиноамериканцев в США, трудовая дискриминация и низкооплачиваемая работа.

## История
После того как Шакира выпустила песню «Copa Vacía» с колумбийским певцом Мануэлем Туризо, а Fuerza Regida также выпустил в 2023 году такие хиты, как «TQM» и «Sabor Fresa», певица поделилась превью клипа и своей песни, выход которой был запланирован на 20 сентября того же года.

## Отзывы
Песня получила в целом хорошие отзывы, отметив многогранность певицы и хорошую адаптацию группы к Шакире. Релиз вызвал множество откликов в социальных сетях и СМИ, став одной из самых обсуждаемых тем в Латинской Америке. Новостной канал CNN en Español сравнил Шакиру с Бэд Банни за то, что она «оседлала волну» недавней популярности регионального жанра, поскольку последняя сотрудничала в начале 2023 года с Grupo Frontera. Журнал Harper’s Bazaar назвал песню «гимном в защиту трудовых прав». Газета El Confidencial назвала ее «мексиканским корридо с сильной социальной критикой». Американский журнал Billboard назвал коллаборацию «отражением доминирования и влияния мексиканской музыки в современной латинской музыке» и отметил, что это «запоминающееся корридо».

## Музыкальное видео
Официальный клип был выпущен на официальном канале Шакиры на YouTube вместе с синглом 20 сентября 2023 года. В нем певица в ковбойском и техасском нарядах и группа исполняют песню в пригородном микрорайоне, затем на расчищенной площадке, а группа — в помещении, где они собирают пакеты и другие вещи. Клип был снят в Майами, режиссером выступил Жора Францис. В клипе представлены различные образы, например, несколько латиноамериканских мигрантов, едущих в поезде — способ, с помощью которого латиноамериканцы фактически нелегально пересекают территорию США. Шакира в своем музыкальном клипе использовала эскизы мексиканского модельера Gladys Tamez.
В первый день публикации видео набрало более 9,2 млн просмотров и быстро заняло первое место в рейтинге музыкальных трендов YouTube.

## Чарты

### Еженедельные чарты
| Чарт (2023)                               | Высшая позиция |
| ----------------------------------------- | -------------- |
| Аргентина (Argentina Hot 100)             | 54             |
| Боливия (Monitor Latino)                  | 7              |
| Чили (Monitor Latino)                     | 7              |
| Колумбия (Billboard)                      | 7              |
| Эквадор (Monitor Latino)                  | 17             |
| Мир (Billboard Global 200)                | 24             |
| Мексика (Billboard)                       | 10             |
| Перу (Billboard)                          | 18             |
| Перу (Monitor Latino)                     | 14             |
| Испания (PROMUSICAE)                      | 12             |
| США (Billboard Hot 100)                   | 55             |
| США (Billboard Hot Latin Songs)           | 4              |
| США (Billboard Latin Airplay)             | 1              |
| США (Billboard Regional Mexican Airplay)  | 9              |
| США (Latin Digital Song Sales, Billboard) | 1              |

## Сертификации
| Регион                                                                      | Сертификация          | Продажи |
| --------------------------------------------------------------------------- | --------------------- | ------- |
| Колумбия                                                                    | Платиновый+2× Золотой |         |
| Мексика (AMPROFON)                                                          | 2× Платиновый         | 280 000 |
| Испания (PROMUSICAE)                                                        | Золотой               | 30 000  |
| США (RIAA)                                                                  | 8× Платиновый (Latin) | 480 000 |
| Данные о продажах + прослушиваниях приведены только на основе сертификации. |                       |         |